# مجموعة أونيكس
مجموعة أونيكس هي علامة تجارية للمحتوى مملوكة لشركة ديزني للترفيه ويتم تشغيلها بواسطة هذه الشركة، والتي تتكون في المقام الأول من مشاريع من المبدعين من ذوي البشرة الملونة وغيرهم من المجموعات غير الممثلة بشكل كافٍ. تم إطلاق العلامة التجارية لأول مرة في 17 مايو 2021، مع العديد من المشاريع قيد التطوير لـ هولو وديزني+ .  
تتولى تارا دنكان حاليًا قيادة مجموعة أونيكس، والتي عملت سابقًا أيضًا كرئيسة لقناة فري فورم الشقيقة قبل تحويل التركيز فقط نحو أونيكس. 

## التاريخ
في أبريل 2021، ذكر دانا والدن لأول مرة وجود مبادرة برمجة جديدة تركز على بيبوك في محتوى ديزني الترفيهي العام وهولو.  بعد الإطلاق الرسمي للعلامة التجارية في 17 مايو 2021، أعلنت أونيكس عن عدد من المشاريع القادمة التي أنتجها مبدعون سود بارزون بما في ذلك كويست لوف وأوبرا وينفري وبرنتيس بيني .  حصل أول استحواذ لهم على المحتوى، صيف الروح ، على إصدار مسرحي محدود بالشراكة مع سيرش لايت بيكتشرز في 25 يونيو 2021، وحظي بإشادة النقاد قبل إصداره على هولو في عطلة نهاية الأسبوع التالية. 
في سبتمبر 2021، أعطت مجموعة أونيكس وهولو الضوء الأخضر للدراما القانونية الشك المعقول لطلب مسلسل، مما يمثل أول مسلسل مكتوب من العلامة التجارية. 

## البرامج

### الكوميديا
| العنوان               | النوع                    | العرض الأول        | المواسم                | الطول                   | الحالة     |
| --------------------- | ------------------------ | ------------------ | ---------------------- | ----------------------- | ---------- |
| غير مسجون             | كوميديا                  | 10 مارس 2023       | 2 seasons, 16 episodes | 30 min.                 | انتهت      |
| الفتاة السوداء الأخرى | الكوميديا الساخرة        | September 13, 2023 | 1 season, 10 episodes  | 24–31 دقيقة             | انتهت      |
| كيف تموت وحيدًا        | كوميديا                  | September 13, 2024 | 1 season, 8 episodes   | 30 min.                 | تم إصداره  |
| ديلي بويز             | كوميديا                  | 6 مارس 2025        | موسم واحد، 10 حلقات    | 30 دقيقة                | تم إصداره  |
| في انتظار الإصدار     |                          |                    |                        |                         |            |
| الرجل العجيب          | كوميديا الأبطال الخارقين | ديسمبر 2025        | 8 episodes             | سيتم الإعلان عنها لاحقًا | مسلسل قصير |

### دراما
| العنوان      | النوع              | العرض الأول        | المواسم                | الطول      | الحالة |
| ------------ | ------------------ | ------------------ | ---------------------- | ---------- | ------ |
| الشك المعقول | الدراما القانونية ‏ | September 27, 2022 | 2 seasons, 19 episodes | 46–55 min. | متجدد  |

### الأفلام الوثائقية
| العنوان           | شريك الإنتاج          | العرض الأول   | وقت التشغيل     |
| ----------------- | --------------------- | ------------- | --------------- |
| صيف الروح ‏        | صور سيرش لايت         | July 2, 2021  | 1 hour, 57 min. |
| الهزة الارتدادية ‏ | أخبار إيه بي سي       | July 19, 2022 | 1 hour, 26 min. |
| النشيد الوطني     | هذه الآلة فيلم ووركس ‏ | June 28, 2023 | 1 hour, 37 min. |

#### المسلسلات الوثائقية
| العنوان                   | شريك الإنتاج                   | العرض الأول       | المواسم              | الطول                   | الحالة       |
| ------------------------- | ------------------------------ | ----------------- | -------------------- | ----------------------- | ------------ |
| حكايات الشعر ‏             | ملك                            | October 22, 2022  | 1 season, 6 episodes | 41 min.                 | قيد الانتظار |
| مشروع 1619                | ليونزغيت                       | January 26, 2023  | 6 episodes           | 55–61 min.              | مسلسل قصير   |
| تويتر الأسود: تاريخ شعبي  | غير متوفر                      | May 9, 2024       | 3 episodes           | 60 min.                 | مسلسل قصير   |
| البحث عن غذاء الروح       | أول 3 ميديا                    | June 2, 2023      | 8 episodes           | 23-27 min.              | قيد الانتظار |
| في انتظار الإصدار         |                                |                   |                      |                         |              |
| نذر الصمت: اغتيال آني ماي | صور لييلو، إنتاجات ناين ستوريز | November 26, 2024 | 4 episodes           | سيتم الإعلان عنها لاحقًا | قيد الانتظار |

### الأفلام الروائية
| العنوان | النوع | تاريخ الإطلاق  | وقت التشغيل |
| ------- | ----- | -------------- | ----------- |
| بروزر   | دراما | 24 فبراير 2023 | 1 h 41 min  |